# Улица Джеймса Мейса (Киев)
Улица Джеймса Мейса (укр. Вулиця Джеймса Мейса) — улица в Соломенском районе города Киева, местность Чоколовка. Пролегает от Чоколовского бульвара до Донецкой улицы.
К улице Джеймса Мейса прилегает улица Мартиросяна.

## История
Улица возникла в 30-е годы XX века. С 1931 года стала называться улицей Коллективизации, в честь проводимой в то время в СССР политики коллективизации.
С 2016 года улица улица получила в честь американского историка, политолога и исследователя голодомора на Украине — Джеймса Мейса.

## Застройка
Застройка улицы в основном представлена малоэтажными домами 1950-60 годов постройки.
- Подстанция #12 Скорой Медицинской Помощи (ул. Джеймса Мейса, 3).
- Детский сад ВМУ СБУ №5/489, «Золотой ключик» (ул. Джеймса Мейса, 5).